# Algorytm linearyzacji statycznej
Algorytm linearyzacji statycznej – jeden z algorytmów służących do sterowania manipulatorem elastycznym. Pozwala on zamienić nieliniowy układ w poczwórny integrator.

## Model
Model manipulatora zapisany jest jako:
{\displaystyle M_{1}q_{1}^{''}+Cq_{1}^{'}+D_{1}+K(q_{1}-q_{2})=0}
{\displaystyle Iq_{2}^{''}+K(q_{2}-q_{1})=u}

## Równoważny opis obiektu
Powyższy model można zapisać także w innej postaci. W tym celu wprowadza się nowe zmienne:
{\displaystyle x_{1}=q_{1},}
{\displaystyle x_{2}=q_{1}^{'},}
{\displaystyle x_{3}=q_{2},}
{\displaystyle x_{4}=q_{2}^{'},}
a następnie wyznacza się ich pochodne (wzory zostały uproszczone, aby nie komplikować zapisu):
{\displaystyle x_{1}^{'}=x_{2}}
{\displaystyle x_{2}^{'}=F(x_{1},x_{2})+H_{1}(x_{1})x_{3}}
{\displaystyle x_{3}^{'}=x_{4}}
{\displaystyle x_{4}^{'}=H_{2}(x_{1},x_{3})+I^{-1}u.}

## Zmiana współrzędnych
W kolejnym kroku wprowadzane są współrzędne linearyzujące.
{\displaystyle \xi _{1}=x_{1},}
{\displaystyle \xi _{2}=x_{2},}
{\displaystyle \xi _{3}=F(x_{1},x_{2})+H_{1}(x_{1})x_{3},}
{\displaystyle \xi _{4}=H_{3}(x_{1},x_{2},x_{3})+H_{1}(x_{1})x_{4}.}
Podobnie jak wcześniej wyznaczane są ich pochodne:
{\displaystyle \xi _{1}^{'}=x_{1}^{'}=x_{2}=\xi _{2},}
{\displaystyle \xi _{2}^{'}=x_{2}^{'}=\xi _{3},}
{\displaystyle \xi _{3}^{'}=\xi _{4},}
{\displaystyle \xi _{4}^{'}=H_{4}(x_{1},x_{2},x_{3},x_{4})+H_{1}(x_{1})I^{-1}u.}

## Sprzężenie statyczne
Na koniec wprowadzane jest sprzężenie, którego zadaniem będzie pozbycie się nieliniowości ze wzoru na {\displaystyle \xi _{4}^{'}{:}}
{\displaystyle u=IK^{-1}M_{1}^{-1}[-H_{4}+v],}
gdzie {\displaystyle v} to nowe sterowanie.
Uzyskiwany jest w ten sposób układ zapisany jako:
{\displaystyle \xi _{1}^{'}=x_{1}^{'}=x_{2}=\xi _{2},}
{\displaystyle \xi _{2}^{'}=x_{2}^{'}=\xi _{3},}
{\displaystyle \xi _{3}^{'}=\xi _{4},}
{\displaystyle \xi _{4}^{'}=v.}
Jest to poczwórny integrator (układ składający się z czterech modułów całkujących).

## Śledzenie trajektorii
Zadaniem układu jest śledzenie zadanej trajektorii, tzn. {\displaystyle e=q_{1}-q_{1d}\to 0.} Po zastosowaniu sterowania {\displaystyle v} o odpowiedniej postaci uzyskiwany jest warunek na eksponencjalną zbieżność błędu do zera:
{\displaystyle e^{(4)}+K_{3}e^{(3)}+K_{2}e^{(2)}+K_{1}e^{(1)}+K_{0}e=0.}
W tym przypadku wartości {\displaystyle K_{i}} wyznaczane są z twierdzenia Hurwitza.